# Métropole de Patras
La métropole de Patras (en grec byzantin : Ιερά Μητρόπολις Πατρών) est un évêché de l'Église orthodoxe de Grèce. Elle est située au nord-ouest du Péloponnèse dans la quatrième ville de Grèce, à Patras. Elle a probablement été fondée à l'époque apostolique dans la ville où l'apôtre André a accompli son martyre.

## La cathédrale
- C'est l'église de l'Évangélistria (Notre-Dame de l'Annonciation) à Patras.
- On indique aussi la basilique Saint-André l'Apôtre de Patras.

## Les métropolites

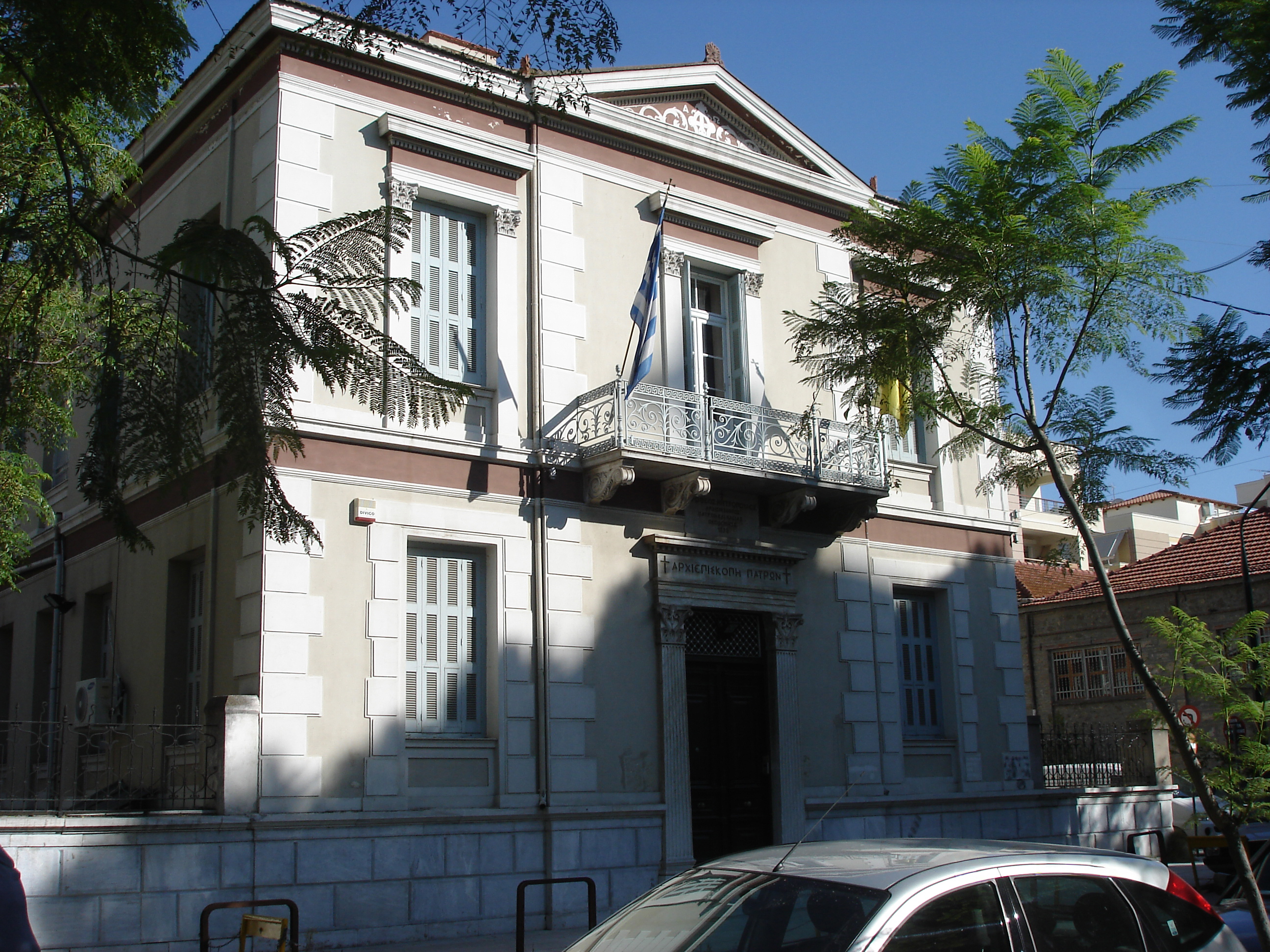
Le bâtiment de l'ancien archevêché, aujourd'hui résidence du métropolite

- Nicodème (né Nicolas Valindras à Athènes en 1915), métropolite jusqu'en 2005.
- Chrysostôme (el) depuis le 20 février 2005.

## L'histoire
- Fondée à l'époque apostolique, l'église de Patras a été élevée du rang d'archevêché à celui de métropole en 806 (la hiérarchie des sièges épiscopaux était à l'époque différente de l'actuelle). Cette promotion était une entorse à la 12e règle canonique du concile de Chalcédoine (451) qui préconisait de ne pas créer deux métropoles dans la même province.
- Entre 1205 et 1441, la ville de Patras fut le siège d'un archevêché catholique latin.
- Au XIXe siècle, la métropole de Patras s'appelait « de l'Ancienne Patras » parce qu'il y avait en Phthiotide une "Nouvelle Patras" qui s'appelle aujourd'hui Ypati. L'évêque Germain de l'Ancienne Patras s'illustra le 25 mars 1821 en bénissant, dans le catholicon de la Sainte Laure (à Kalavryta) les premiers insurgés grecs de la guerre d'indépendance.

## Les usages de la titulature en dehors de l'orthodoxie

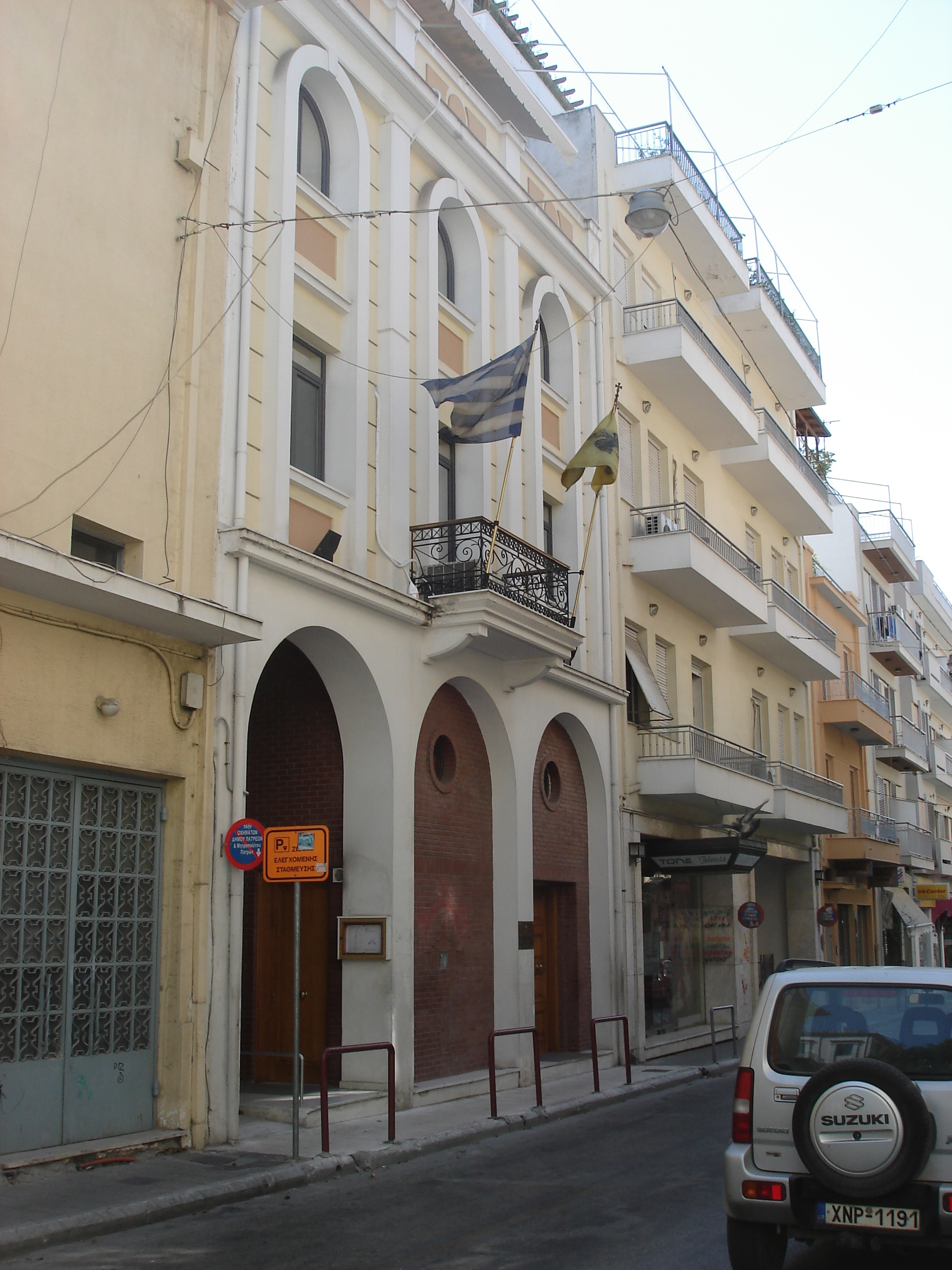
Les bureaux de la métropole de Patras

- Les bureaux de la métropole de PatrasL'Église latine eut un archevêché de Patras de 1205 à 1430 (ou 1441).
- Elle donna ensuite le titre d'archevêque de Patras à un évêque sans évêché de 1475 à 1971.
- Depuis 1971, le titre n'est plus donné.

## Le territoire
- Il comprend 177 paroisses et correspond à trois dèmes sur les cinq que compte l'Achaïe : ceux de Patras, d'Érymanthe et d'Achaïe occidentale.

## Les monastères
- Monastère de la Mère de Dieu Chryssopodaritissa dédié à la Dormition.

## Les solennités locales
- Fête de saint André, le 30 novembre.

## Les sources
- (el) Le site de la métropole : http://i-m-patron.gr
- Diptyques de l'Église de Grèce, édition de la Diaconie apostolique, Athènes (édition annuelle).
- Vitalien Laurent, « La date de l'érection des métropoles de Patras et de Lacédémone », Revue des études byzantines, vol. 21,‎ 1963, p. 1963 (lire en ligne).